# دوونا!
دوونا! (بالكورية: 이두나!) هو مسلسل ويب كوري جنوبي، من بطولة سوزي، يانغ سي جونغ. مبني على الويبتون الذي يحمل نفس الاسم، تم إصداره على منصة نتفليكس في 20 اكتوبر 2023.

## القصة
في أول يوم له في الكلية، ينتقل جون إلى شقته الجديدة، بشكل مفاجاة يجد المشهورة السابقة الجذابة دونا التي تعيش في الطابق السفلي. يحاول جون في البداية تجنبها، لكنه يجد نفسه مفتونًا بشكل متزايد بحياتها لغير عادية.

## الطاقم

### رئيسي
- باي سوزي في دور لي دو نا[7]

المطربة الرئيسية لفرقة مشهورة ومركز شعبي، لكنها تعلن تقاعدها المفاجئ وتبقى في منزل مشترك.
- يانغ سي جونغ في دور لي وون جون[7]

طالب جامعي عادي للغاية ليس لديه سوى قلب دافئ ونقي.

### داعم
- لي يو بي[8]
- بارك سي وان في دور تشوي يي را[9]
- شين ها-يونغ في دور كيم جين جو: صديقة وون جون في المدرسة الثانوية.[10]
- كيم دو وان بدور جوو جيونج هون: زميل وون جون في السكن.[11]

### ظهور خاص
- لي جين ووك[12]
- غو آه سونغ في دور كعضوة في فرقة الفتيات Dream Sweet[13]
- لاتشيشا[13]

## روابط خارجية
- دوونا! على موقع IMDb (الإنجليزية)
- دوونا! على موقع روتن توميتوز (الإنجليزية)
- دوونا! على موقع نتفليكس (الإنجليزية)
- دوونا! على موقع فيلمافينيتي (الإسبانية)
- دوونا! على موقع قاعدة بيانات الفيلم (الإنجليزية)